# Majosháza
Majosháza é um município da Hungria, situado no condado de Peste. Tem 11,42 km² de área e sua população em 2015 foi estimada em 1.594 habitantes.